# Saxet yavapai
Saxet yavapai är en skalbaggsart som beskrevs av Chandler 1985. Saxet yavapai ingår i släktet Saxet och familjen kortvingar. Inga underarter finns listade i Catalogue of Life.